# (4895) Embla
Pour les articles homonymes, voir Embla.
(4895) Embla est un astéroïde de la ceinture principale.

## Description
(4895) Embla est un astéroïde de la ceinture principale. Il fut découvert le 13 octobre 1986 à Brorfelde par Poul Jensen. Il présente une orbite caractérisée par un demi-grand axe de 2,35 UA, une excentricité de 0,24 et une inclinaison de 7,1° par rapport à l'écliptique.

## Compléments